# Hełm Zuckermana

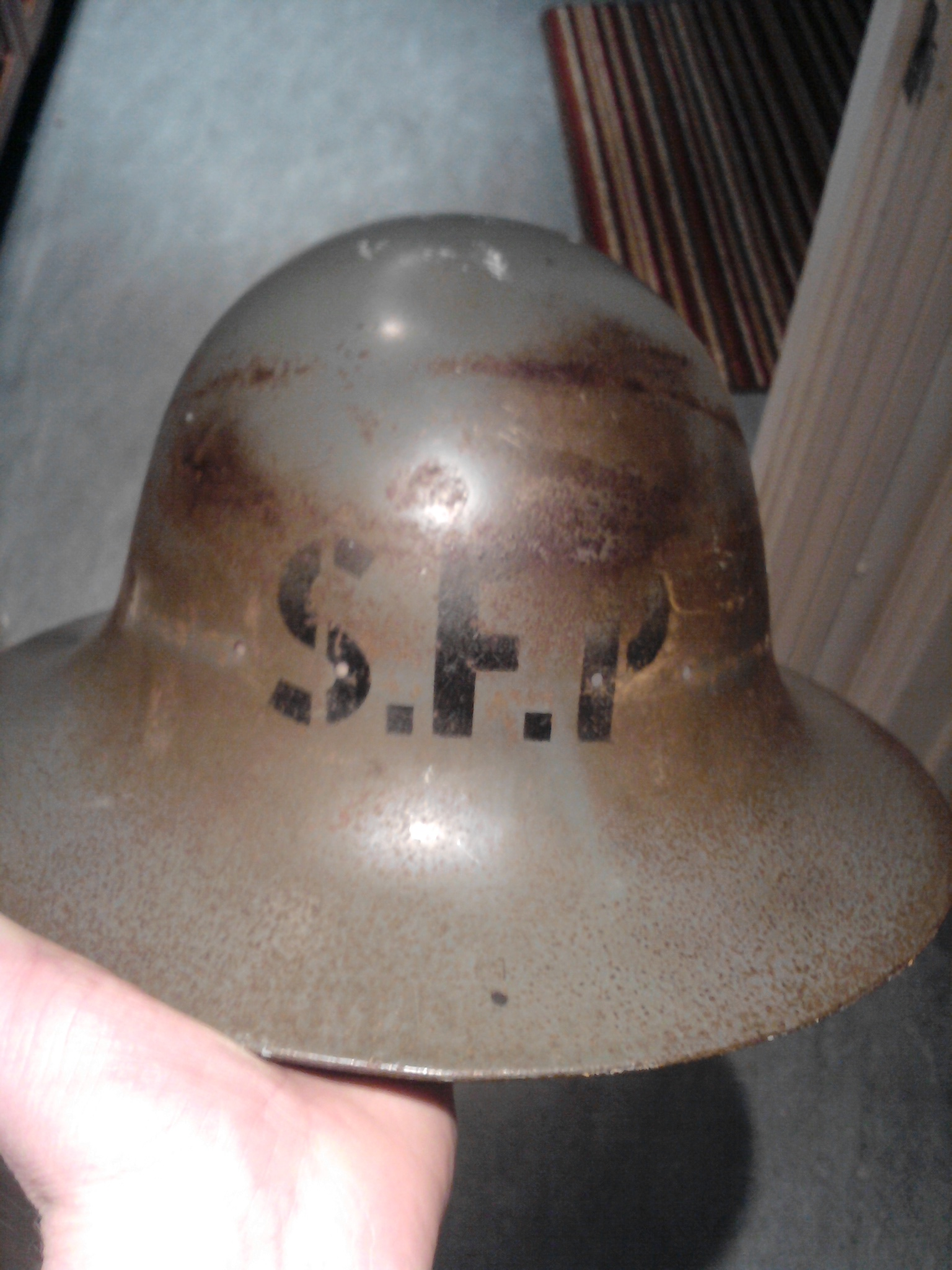
Hełm Zuckermana

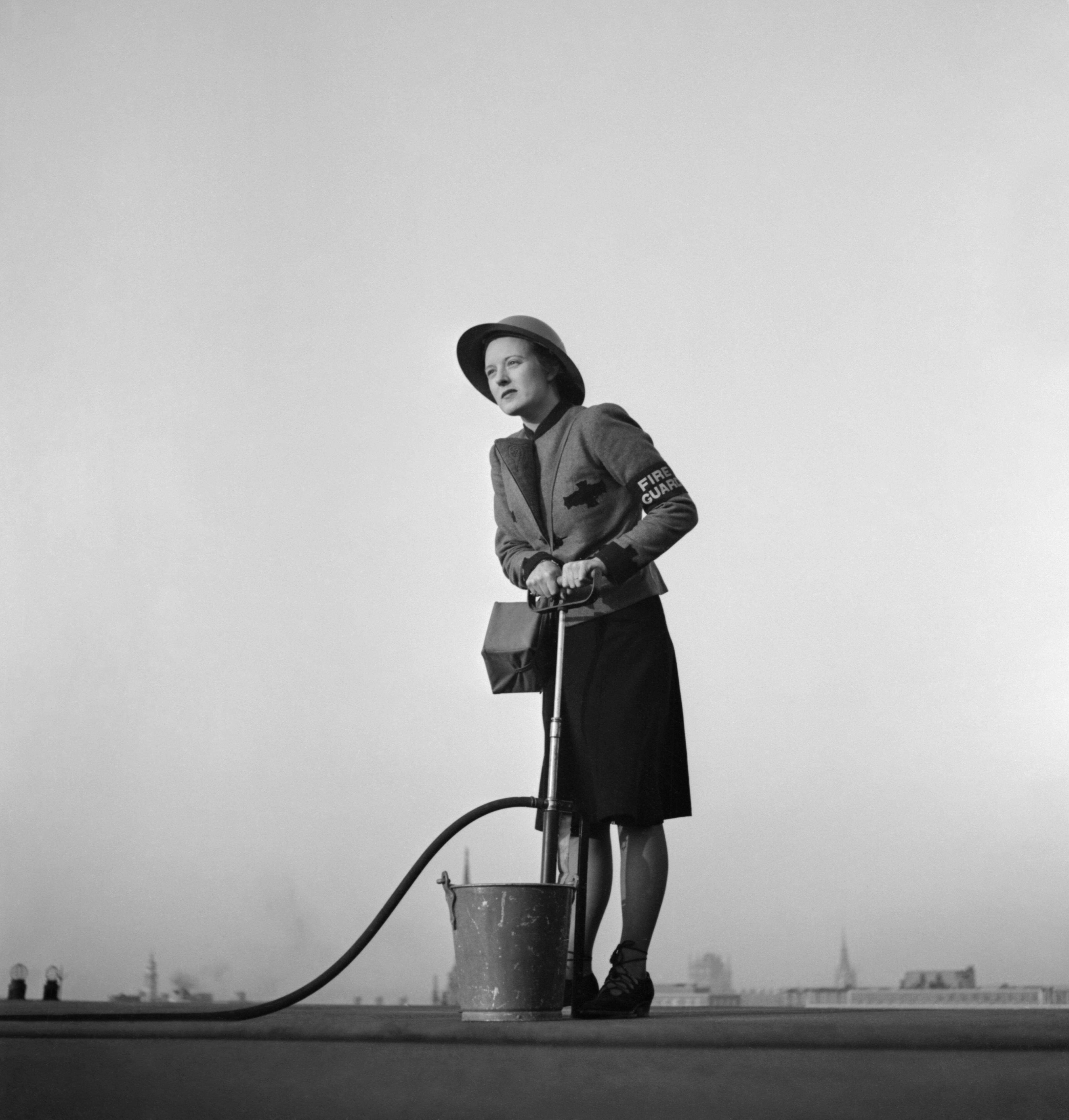
Strażaczka w hełmie Zuckermana. Londyn, 1941

Hełm Zuckermana (ang. Zuckerman helmet) – brytyjski stalowy hełm, przeznaczony dla obrony cywilnej.

## Historia
Twórcą oficjalnie „cywilnego hełmu ochronnego” (ang. Civilian Protective Helmet) zwanego potocznie hełmem Zuckermana był urodzony w Kapsztadzie profesor Solly Zuckerman. W połowie 1940 rozpoczął prace nad projektem hełmu, który wspomógłby działania obrony cywilnej walczącej ze skutkami nalotów Luftwaffe podczas bitwy o Anglię w czasie II wojny światowej. Głównym celem prac było dostarczenie kasku, który mógłby zapewnić większą ochronę głowy i szyi np. od spadającego gruzu. Odbiorcami gotowych hełmów zostali członkowie paramilitarnych oddziałów straży pożarnej oraz zwykli mieszkańcy Anglii, którym umożliwiono zakup kasku za cenę 5 szylingów i 6 pensów za sztukę.
Pierwsze hełmy Zuckermana pojawiły się w użyciu prawdopodobnie w grudniu 1940, ale w większości pochodzą z 1941, ich produkcję zakończono w 1943. Po wojnie zostały wykorzystane przez rząd Norwegii jako hełmy obrony cywilnej, przemalowano je wtedy na żółto.

## Budowa
Hełmy zostały wykonane z tłoczonej stali miękkiej lub manganowej (znanej z odporności na uderzenia) w dwóch rozmiarach średnim i dużym. Hełm posiada wysoką kopułę natomiast jego wkład jest wykonany ze skóry i taśmy i jest przymocowany do hełmu sznurkami przewleczonymi przez otwory w dzwonie, które całkowicie otaczają hełm. W hełmach tych nie stosowano raczej fabrycznie pasków podbródkowych, znane obecnie hełmy z takimi paskami są raczej wytworem ich pierwszych posiadaczy. Litery L (duży) i M (średni) wytłoczone pod krawędzią z tyłu wskazują rozmiar korpusu hełmu.

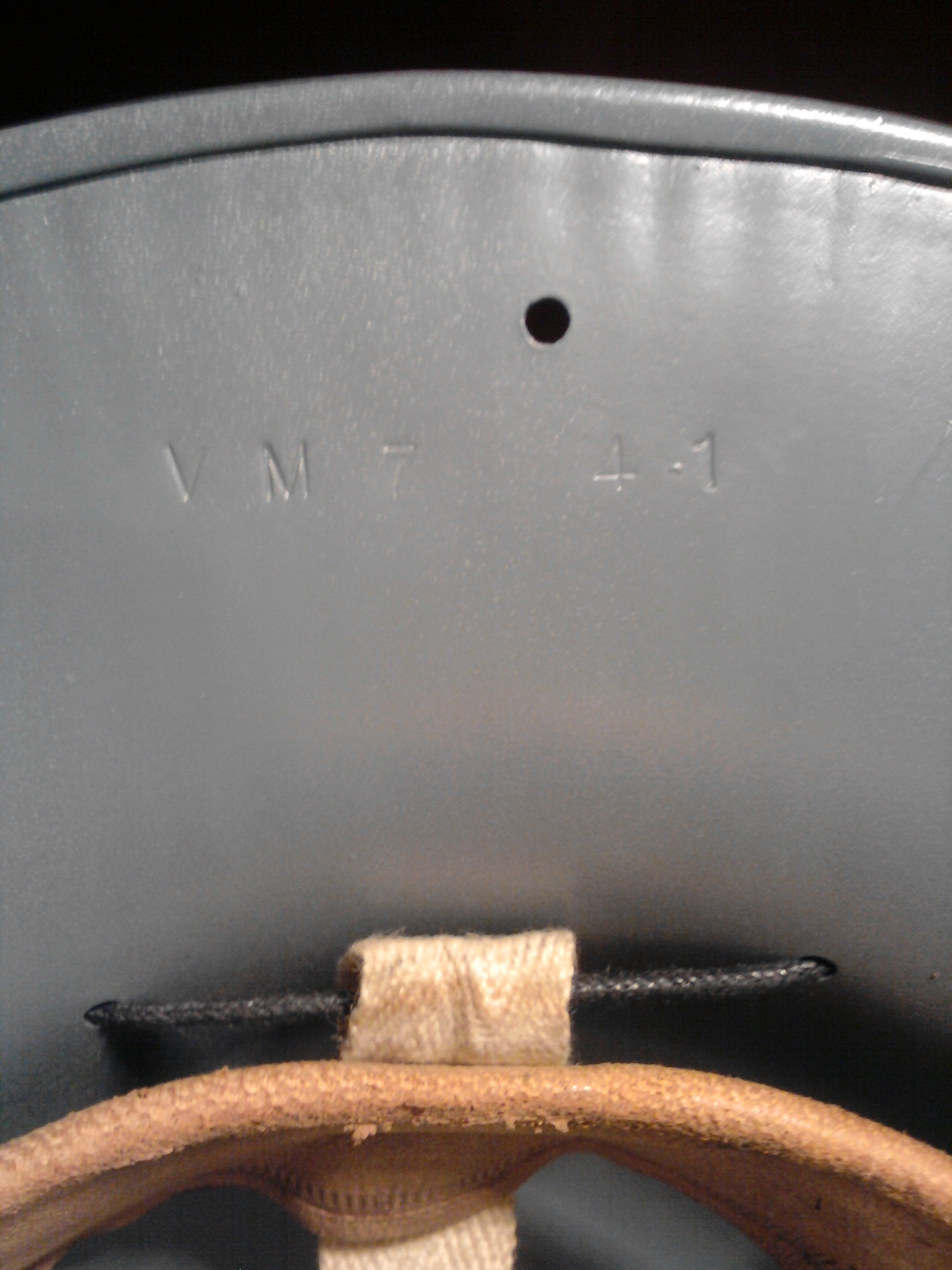
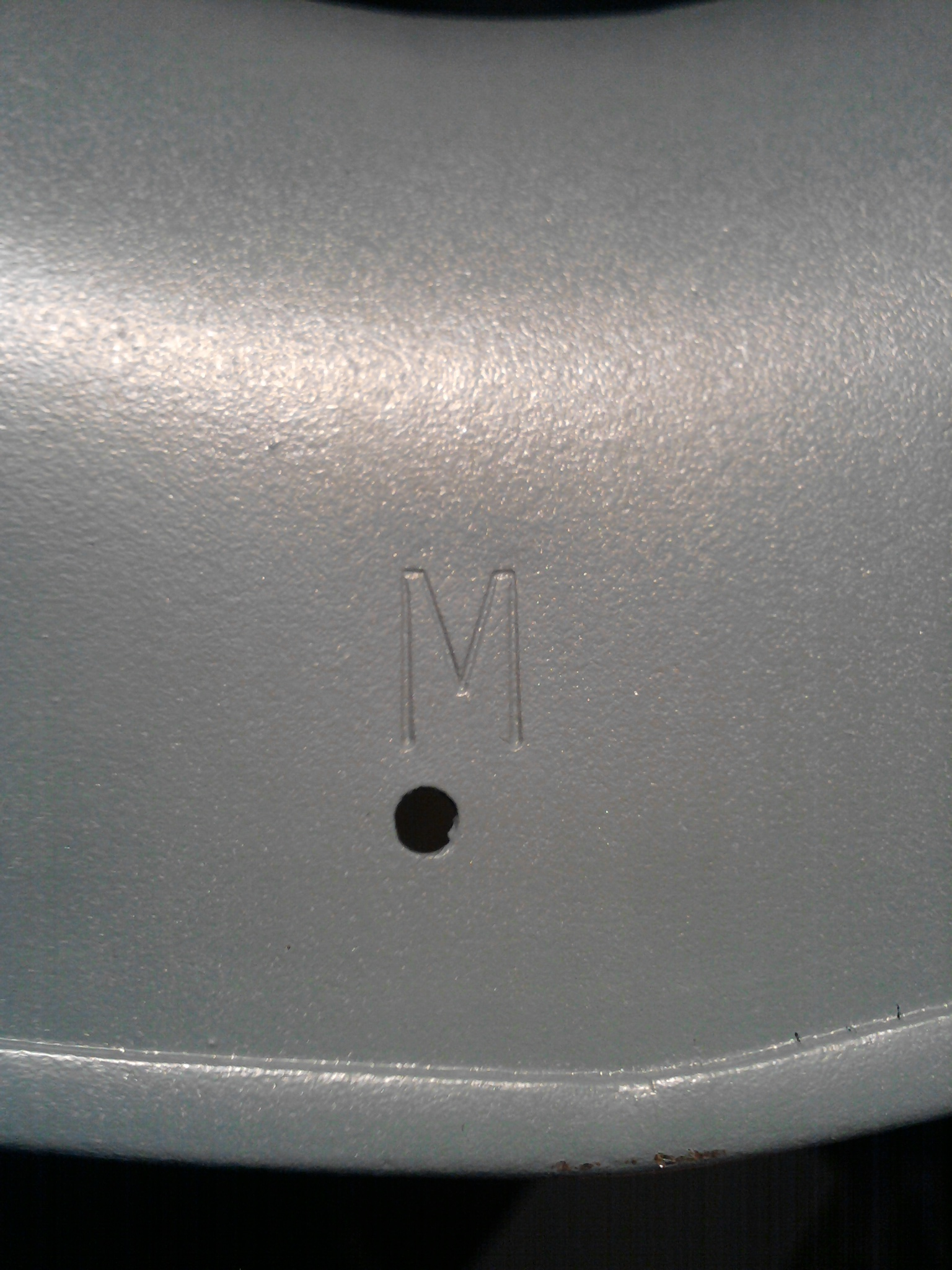
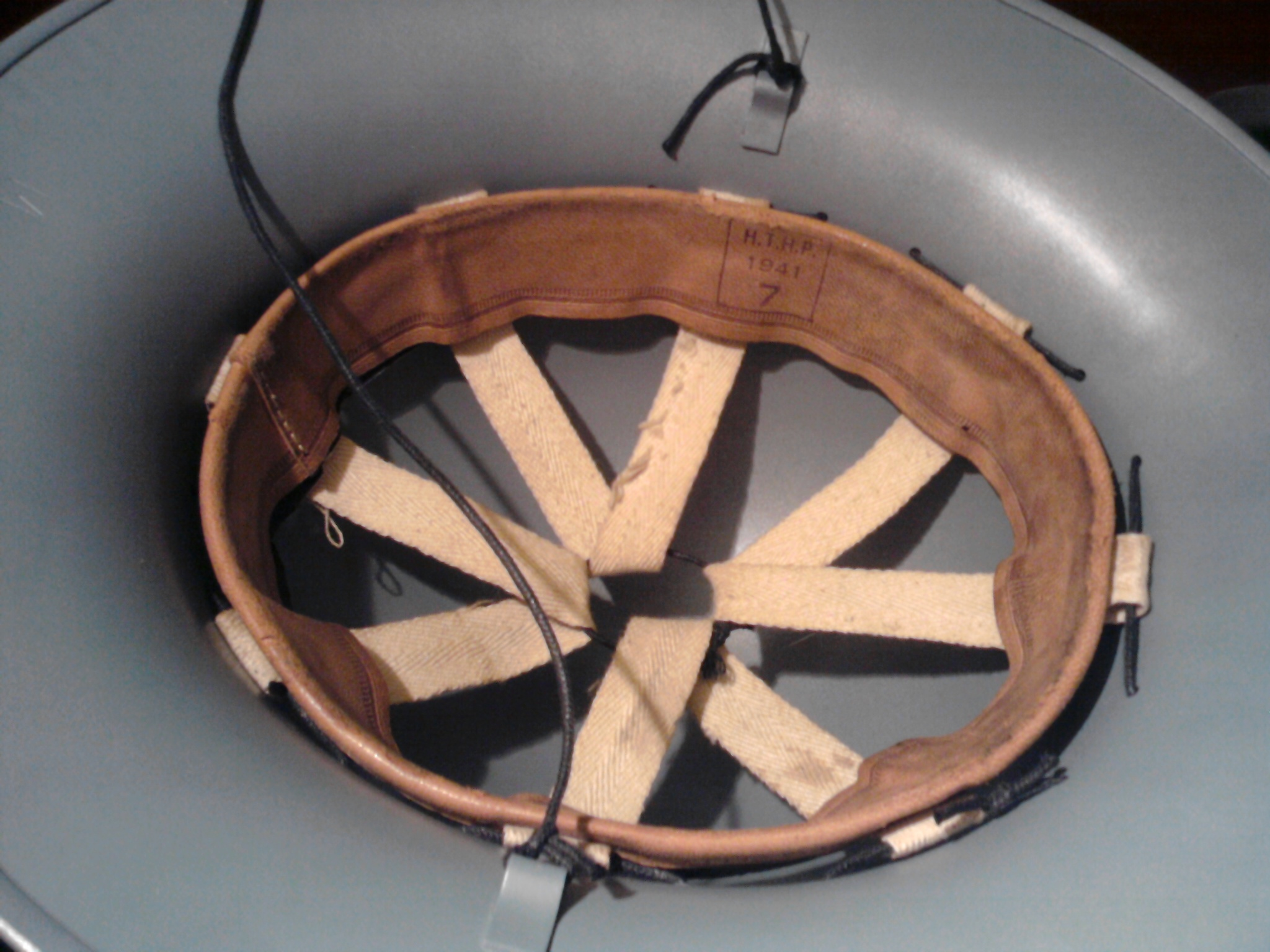

Hełm Zuckermana produkowany był przez wiele brytyjskich firm, między innymi przez Austin Motor Company i Morris Motor Company.